# Estação Paveletskaia (linha Kolhtsevaia)
Paveletskaia (em russo:  Павелецкая) é uma das estações da linha Kolhtsevaia (Linha 5) do Metro de Moscovo, na Rússia. Estação «Paveletskaia» está localizada entre as estações «Dobryninskaia» e «Taganskaia».